# Hubert Beemelmans
Hubert Beemelmans (* 5. Juni 1932 in Köln) ist ein ehemaliger deutscher Diplomat.

## Leben
Nach dem Abitur absolvierte Beemelmans ein Studium der Rechtswissenschaften an der Universität Hamburg und legte dort 1963 seine Promotion zum Dr. jur. mit einer Dissertation zum Thema Die gespaltene Gesellschaft: Zur Auswirkung von Enteignungsmaßnahmen auf juristische Personen ab.
Im Anschluss trat er in den auswärtigen Dienst ein und fand in den folgenden Jahren Verwendung in der Zentrale des Auswärtigen Amtes sowie an verschiedenen Auslandsvertretungen. Beemelmans war von 1988 bis 1992 Botschafter in Guinea, wo er Nachfolger von Peter Truhart wurde. 1992 folgte ihm Walter Jürgen Schmid als Botschafter, während er selbst Botschafter in Madagaskar wurde (mitakkreditiert für die Komoren und Mauritius) und zuletzt bis zu seinem Eintritt in den Ruhestand 1997 Botschafter in Ghana war.
1999 wurde er als Nachfolger von Joachim Graf von Schirnding Präsident des Ibero-Clubs Bonn, einem Verein zur Förderung der Beziehungen von Deutschland zu Spanien und lateinamerikanischen Staaten. Auf der Mitgliederversammlung am 15. Mai 2009 wurde er Mitglied des Präsidiums sowie Kurator des Ibero-Clubs. Der Staatssekretär Stéphane Beemelmans ist sein Sohn.
Hubert Beemelmans war 2008 Mitunterzeichner des „Bonner Aufrufes“.

## Veröffentlichungen
- Die gespaltene Gesellschaft. Zur Auswirkung von Enteignungsmaßnahmen auf juristische Personen. Hamburg 1963